# JOSD2
JOSD2 (англ. Josephin domain containing 2) – білок, який кодується однойменним геном, розташованим у людей на довгому плечі 19-ї хромосоми. Довжина поліпептидного ланцюга білка становить 188 амінокислот, а молекулярна маса — 20 756.
| 10         |  | 20         |  | 30         |  | 40         |  | 50         |
| ---------- |  | ---------- |  | ---------- |  | ---------- |  | ---------- |
| MSQAPGAQPS |  | PPTVYHERQR |  | LELCAVHALN |  | NVLQQQLFSQ |  | EAADEICKRL |
| APDSRLNPHR |  | SLLGTGNYDV |  | NVIMAALQGL |  | GLAAVWWDRR |  | RPLSQLALPQ |
| VLGLILNLPS |  | PVSLGLLSLP |  | LRRRHWVALR |  | QVDGVYYNLD |  | SKLRAPEALG |
| DEDGVRAFLA |  | AALAQGLCEV |  | LLVVTKEVEE |  | KGSWLRTD   |  |            |

A: Аланін

C: Цистеїн

D: Аспарагінова кислота

E: Глутамінова кислота

F: Фенілаланін

G: Гліцин

H: Гістидин

I: Ізолейцин

K: Лізин

L: Лейцин

M: Метіонін

N: Аспарагін

P: Пролін

Q: Глутамін

R: Аргінін

S: Серин

T: Треонін

V: Валін

W: Триптофан

Кодований геном білок за функціями належить до гідролаз, протеаз. 
Задіяний у таких біологічних процесах, як убіквітинування білків, альтернативний сплайсинг. 
Локалізований у цитоплазмі.